# خط بکسلیهیت
خط بکسلیهیت (به انگلیسی: Bexleyheath Line) یکی از خطوط راه‌آهن در کشور انگلستان است.
این خط از شهر لویشام شروع شده و در شهر دارتفورد به پایان میرسد.